# Robert Dienst
Robert Dienst (* 1. März 1928 in Wien; † 13. Juni 2000 in Stockerau) war ein österreichischer Fußballspieler auf der Position eines Stürmers und späterer -trainer.
Er wurde vier Mal österreichischer Torschützenkönig und hält mit insgesamt 323 Meisterschaftstoren bis heute den Rekord des Spielers mit den meisten Treffern in der höchsten österreichischen Fußballliga. Als Nationalspieler nahm Robert Dienst unter anderem an der Fußball-Weltmeisterschaft 1954 teil, wo er den 3. Platz mit der österreichischen Mannschaft erreichte.

## Karriere
Robert Dienst begann seine Karriere beim Floridsdorfer AC, für den er 1944 im Alter von 16 Jahren sein Debüt in der höchsten Spielklasse gab. Mit 20 Jahren wechselte er 1948 zum SK Rapid Wien. Bereits in seiner ersten Saison bei den Grün-Weißen wurde er Vizemeister und debütierte für die österreichische Fußballnationalmannschaft gegen Ungarn, wobei er sogleich ein Tor erzielte. Mit Rapid konnte Robert Dienst in der Folgezeit die Meisterschaft dominieren und 11 Saisonen lang nicht schlechter als Zweiter in der Tabelle abschließen sowie sechs Mal den Meistertitel nach Hütteldorf holen. Der Stürmer hatte als viermaliger Torschützenkönig maßgeblich Anteil daran. Auch international konnte er mit dem Sieg im Zentropapokal 1951, dem Nachfolgewettbewerb des Mitropacups, Erfolge feiern. In der Meisterschaft 1950/51 erzielte er 37 Tore, was einen neuen Rekord darstellte, der erst 1977/78 durch Hans Krankl mit 41 Treffern gebrochen wurde.
Mit der Nationalmannschaft ging es indes in die Vorbereitung zur Fußball-Weltmeisterschaft 1954 in der Schweiz, nachdem Portugal im WM-Qualifikationsspiel, in dem auch Robert Dienst traf, mit 9:1 abgefertigt wurde. Robert Dienst kam im ersten Spiel der Weltmeisterschaft, beim 1:0-Sieg über Schottland zum Einsatz, musste allerdings in den folgenden Spielen gemeinsam mit Walter Schleger von der Austria Ernst Stojaspal und Turl Wagner im Sturm Platz machen. Das österreichische Team erreicht das Halbfinale, in dem man allerdings Deutschland unterlag. Im „kleinen Finale“ um Platz drei traf Österreich mit Robert Dienst auf den bis dato amtierenden Weltmeister Uruguay. Nachdem Robert Dienst im gegnerischen Strafraum gelegt worden war, konnte Ernst Stojaspal den fälligen Elfmeter zum 1:0 verwandeln – Österreich siegte mit 3:1 und beendete die Weltmeisterschaft in der Schweiz auf dem dritten Rang.
Robert Dienst stand auch im österreichischen Kader der Weltmeisterschaft 1958; in Schweden kam er jedoch nicht mehr zum Einsatz und wurde auch später nicht mehr in der Nationalmannschaft eingesetzt. Bei Rapid konnte Dienst, abgesehen von den nationalen Titeln, auch im internationalen Geschäft wieder für Furore sorgen und zog mit der Mannschaft 1961 ins Halbfinale des Europapokals der Landesmeister ein, wo die Grün-Weißen allerdings an Benfica Lissabon scheiterten. 1962 verließ Robert Dienst den Verein und ließ seine Karriere beim SV Schwechat ausklingen. Später versuchte er sich auch als Trainer und betreute mit seinem Stammverein Floridsdorfer AC, Tulln, SV Stockerau und dem Kremser SC einige kleine Vereine. Auch bei Rapid war er als Co-Trainer 1967/68 tätig (Doublegewinn), ebenso wie bei der Austria Wien 1974/75. Er wurde am Jedleseer Friedhof bestattet.
Im Jahr 2007, sieben Jahre nach seinem Tod, wurde in Wien-Floridsdorf die Robert-Dienst-Gasse nach ihm benannt.

## Stationen
- Floridsdorfer AC (1942–1948)
- SK Rapid Wien (1948–1962)
- SV Schwechat (1962–1968)

## Erfolge
- 1 × Zentropacup-Sieger: 1951
- 1 × Europapokal der Landesmeister-Semifinale: 1961
- 4 × Österreichischer Torschützenkönig: 1951, 1953, 1954, 1957
- 6 × Österreichischer Meister: 1951, 1952, 1954, 1956, 1957, 1960
- 5 × Österreichischer Vizemeister: 1949, 1950, 1953, 1955, 1958, 1959
- 1 × Österreichischer Cupsieger: 1961
- 2 × Österreichischer Cupfinalist: 1959, 1960

- Teilnahme Weltmeisterschaft 1954: 3. Platz
- 27 Länderspiele und 12 Tore für die österreichische Fußballnationalmannschaft von 1949 bis 1957